# 島本幸助
島本 幸助（しまもと こうすけ、前名・圭一、1890年〈明治23年〉10月15日 - 没年不明）は、日本の実業家。広島県多額納税者。島本商事代表社員。広島株式取引所常務理事。

## 経歴
広島市京橋町出身。先代・幸助の二男。1928年、家督を相続し、前名・圭一を改め襲名した。島本商事会社代表社員であり広島株式取引所理事、社団法人広島義濟会理事会長を兼ね広島県多額納税者に列する。

## 人物
繁栄の家運と強固な地盤を継承し、よくこれを守り、島本家の基礎はいよいよ堅く、益々繁栄を致した。
貴族院多額納税者議員選挙の互選資格を有した。趣味は読書。宗教は真宗。広島県在籍で、住所は広島市京橋町。

## 家族・親族
島本家
家系について、『広島県誌』によると「島本家は広島市屈指の富豪であり、元来その祖は市内橋本町の旧家であるが、当主より4代以前伊助が分家して京橋町に住し、先代幸助が逝去すると、圭一が襲名して幸助と名乗る。島本家は先代幸助より木綿反物の問屋を業とし、市内屈指の大問屋だったが、先代幸助は大実業家としても知られた。」という。
- 父・幸助（1859年 - 1928年、呉服商、会社重役[3][9]、広島県多額納税者[5]） - 貴族院多額納税者議員選挙の互選資格を有する[4]。
- 母・ヒサ（1866年 - ?、広島士族、高地熊之助の長女[3]、地主[10]）
- 妹
  - 秀子（1893年 - ?）[9]
  - ミツ（1895年 - ?、広島士族、高地熊之助の養子となる）[2][3]
  - 清子（1906年 - ?）[3][10]
- 弟
  - 静吾（1898年 - ?）[3][10]
  - 鶴造（1899年 - ?、理化学研究所勤務）[7][10]
- 長女（1932年 - ?）[3][6]